# Kottmar
Kottmar est une commune de Saxe (Allemagne), située dans l'arrondissement de Görlitz, créée avec effet au 1er janvier 2013 par la fusion des anciennes communes de Eibau, Niedercunnersdorf et Obercunnersdorf. Elle tire son nom du mont Kottmar (583 m).

## Composition territoriale
La commune de Kottmar regroupe 7 villages : Eibau, Kottmarsdorf, Neueibau, Niedercunnersdorf, Obercunnersdorf, Ottenhain et Walddorf.

## Personnalités liées à la ville
- Ernst Ferdinand Wenzel (1808-1880), pianiste né à Walddorf.
- Ernst Wilhelm Tempel (1821-1889), astronome né à Niedercunnersdorf.
- Fritz Schmidt (1906-1982), membre de la SS né à Eibau.